# Limassol
Limassol (griechisch Λεμεσός Lemesós, türkisch Limasol oder Leymosun, früher Limisso; in der Antike Neapolis (altgriechisch Νεάπολις), Theodosias, Theodosiana und später Lemesos) ist eine Hafenstadt im Süden der Mittelmeerinsel Zypern mit 107.970 Einwohnern (Stand 2021) und Hauptort des gleichnamigen Bezirkes.
Limassol ist die zweitgrößte Stadt der Insel und liegt an deren Südküste in der Bucht von Akrotiri nördlich der Halbinsel Akrotiri. Seit der Teilung der Insel im Jahr 1974 hat Limassol eine rasche wirtschaftliche Entwicklung vollzogen, ist heute ein bedeutendes Finanzzentrum, in dem viele Offshoring-Unternehmen ansässig sind, sowie Sitz der Technischen Universität Zypern (TEPAK).

## Geschichte

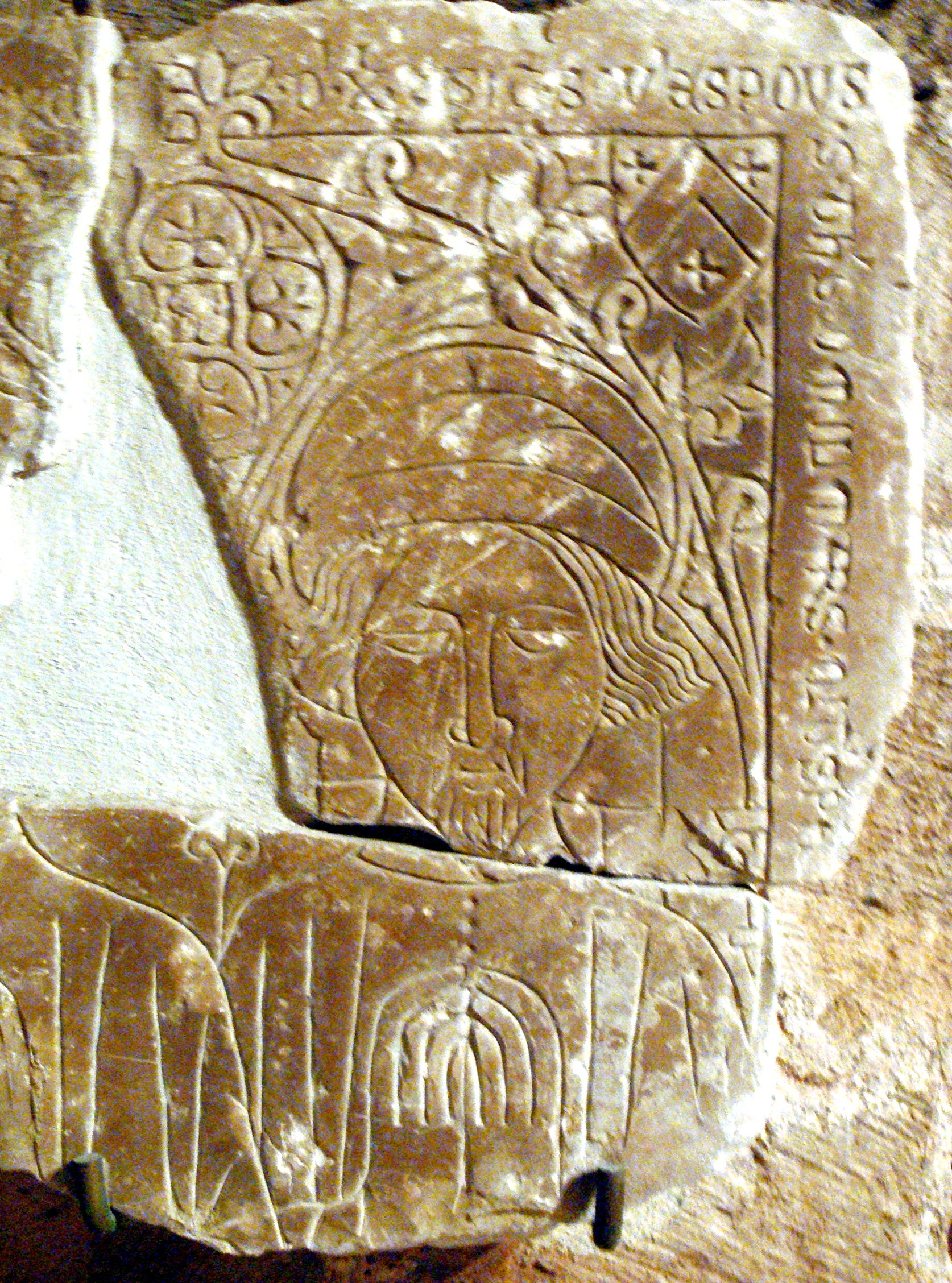
Grabstein des 14. Jahrhunderts

Die Gegend um Limassol ist seit der Steinzeit besiedelt, die heutige Stadt liegt zwischen den antiken Städten Amathus und Curium (Kourion). Ältere Gräber datieren auf das Jahr 2000 v. Chr.; man nimmt an, dass die Stadt von Siedlern aus Amathus gegründet wurde. Die Ersterwähnung des Ortes datiert auf 451, die des Namens Lemesos auf das 10. Jahrhundert.
Die Geschichte der Stadt ist eng mit dem Dritten Kreuzzug verbunden, als Richard Löwenherz 1191 ins Heilige Land reiste. Er nahm Kaiser Isaak Komnenos gefangen und unterstellte die Insel einer anglonormannischen Verwaltung. Richard Löwenherz feierte seine Hochzeit mit Berengaria von Navarra in der Stadt. Er ließ Amathus zerstören, die verbliebenen Bewohner ließen sich in Limassol nieder.
Zwischen 1192 und 1570 blühte die Stadt, ab 1489 war die Stadt unter venezianischer Herrschaft. Die Stadt wurde im Juli 1570 vom Osmanischen Reich ohne jeglichen Widerstand eingenommen. Ab dem 18. Jahrhundert ließen sich griechische Gelehrte in der Stadt nieder und unterrichteten griechische Geschichte, Türkisch und Französisch, in der ersten Hälfte des 19. Jahrhunderts wurden drei Schulen gegründet.
1878 nahmen die Briten die Insel ein und setzten Colonel Warren als Verwalter der Stadt ein, es folgten Investitionen in Infrastruktur wie ein Post- und Telegrafenamt, ein Krankenhaus und ab 1912 die Elektrifizierung.

## Klima
Die durchschnittliche Jahrestemperatur beträgt 20,3 °C und der jährliche Niederschlag summiert sich auf etwa 267 Millimeter.
|                        | Jan  | Feb  | Mär  | Apr  | Mai  | Jun  | Jul  | Aug  | Sep  | Okt  | Nov  | Dez  |   |      |
| Mittl. Temperatur (°C) | 12,1 | 12,5 | 14,6 | 17,7 | 22   | 26   | 28,7 | 28,7 | 26,2 | 22,6 | 18,1 | 14   | ⌀ | 20,3 |
| Mittl. Tagesmax. (°C)  | 15,1 | 15,8 | 18,6 | 22   | 26,4 | 30,4 | 33,1 | 32,9 | 30,3 | 26,6 | 21,7 | 17,1 | ⌀ | 24,2 |
| Mittl. Tagesmin. (°C)  | 9,3  | 9,4  | 10,8 | 13,3 | 17,2 | 21   | 23,7 | 24,1 | 22,1 | 19   | 14,9 | 11,2 | ⌀ | 16,4 |
|                        |      |      |      |      |      |      |      |      |      |      |      |      |   |      |
| Niederschlag (mm)      | 54   | 44   | 28   | 18   | 15   | 4    | 1    | 1    | 4    | 16   | 28   | 54   | Σ | 267  |
|                        |      |      |      |      |      |      |      |      |      |      |      |      |   |      |
| Sonnenstunden (h/d)    | 7    | 8    | 9    | 11   | 12   | 13   | 13   | 12   | 11   | 10   | 8    | 7    | ⌀ | 10,1 |
|                        |      |      |      |      |      |      |      |      |      |      |      |      |   |      |
| Regentage (d)          | 7    | 6    | 4    | 3    | 3    | 1    | 1    | 1    | 1    | 3    | 4    | 6    | Σ | 40   |
|                        |      |      |      |      |      |      |      |      |      |      |      |      |   |      |
| Luftfeuchtigkeit (%)   | 74   | 72   | 66   | 62   | 57   | 54   | 55   | 61   | 63   | 65   | 68   | 74   | ⌀ | 64,2 |

| 9,3 |

| 9,4 |

| 10,8 |

| 13,3 |

| 17,2 |

| 21 |

| 23,7 |

| 24,1 |

| 22,1 |

| 19 |

| 14,9 |

| 11,2 |

| 9,3 |

| 9,4 |

| 10,8 |

| 13,3 |

| 17,2 |

| 21 |

| 23,7 |

| 24,1 |

| 22,1 |

| 19 |

| 14,9 |

| 11,2 |

| N i e d e r s c h l a g | 54  | 44  | 28  | 18  | 15  | 4   | 1   | 1   | 4   | 16  | 28  | 54  |
|                         | Jan | Feb | Mär | Apr | Mai | Jun | Jul | Aug | Sep | Okt | Nov | Dez |

## Sehenswürdigkeiten

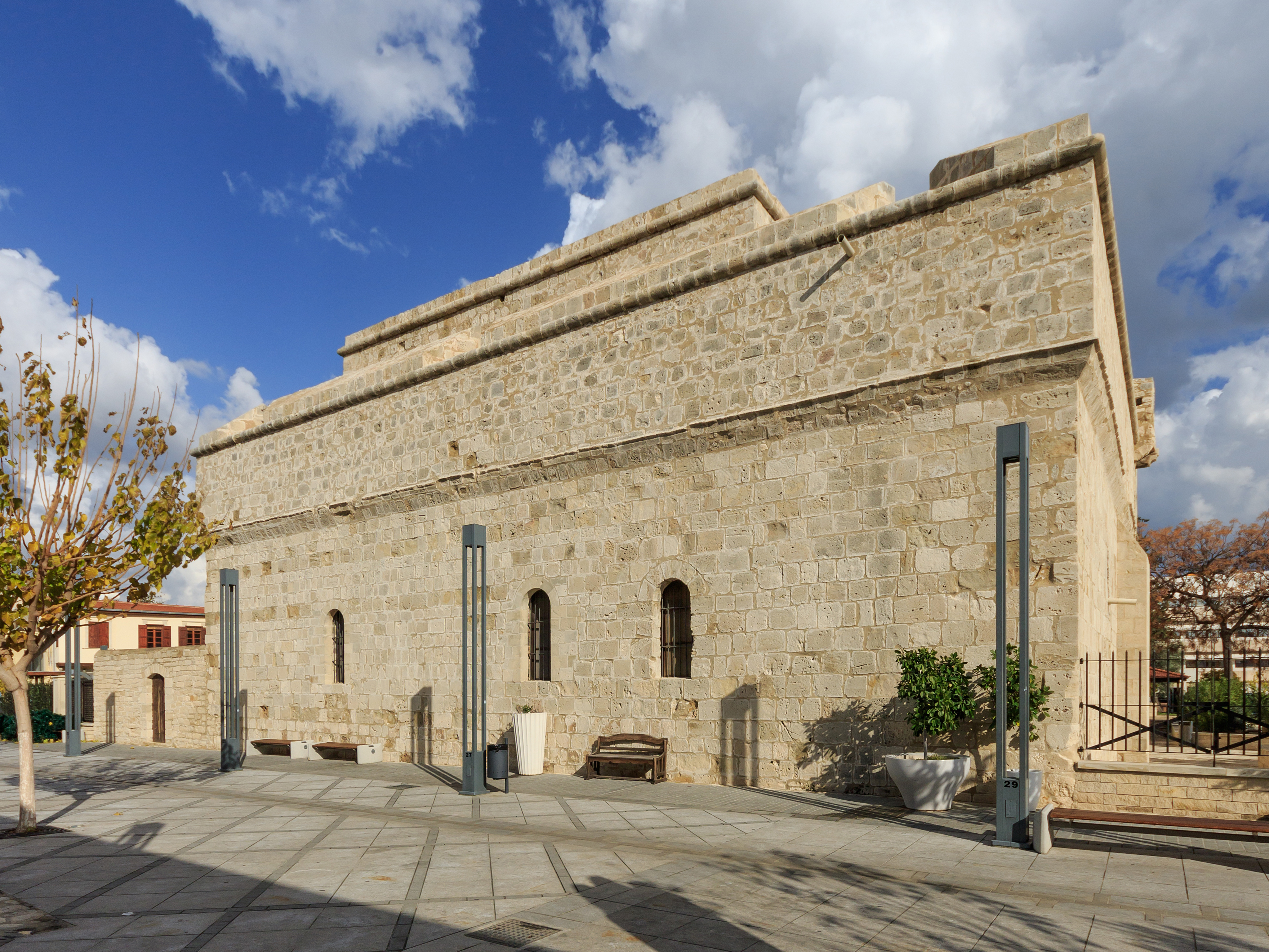
Burg von Limassol (beherbergt das Mittelaltermuseum)

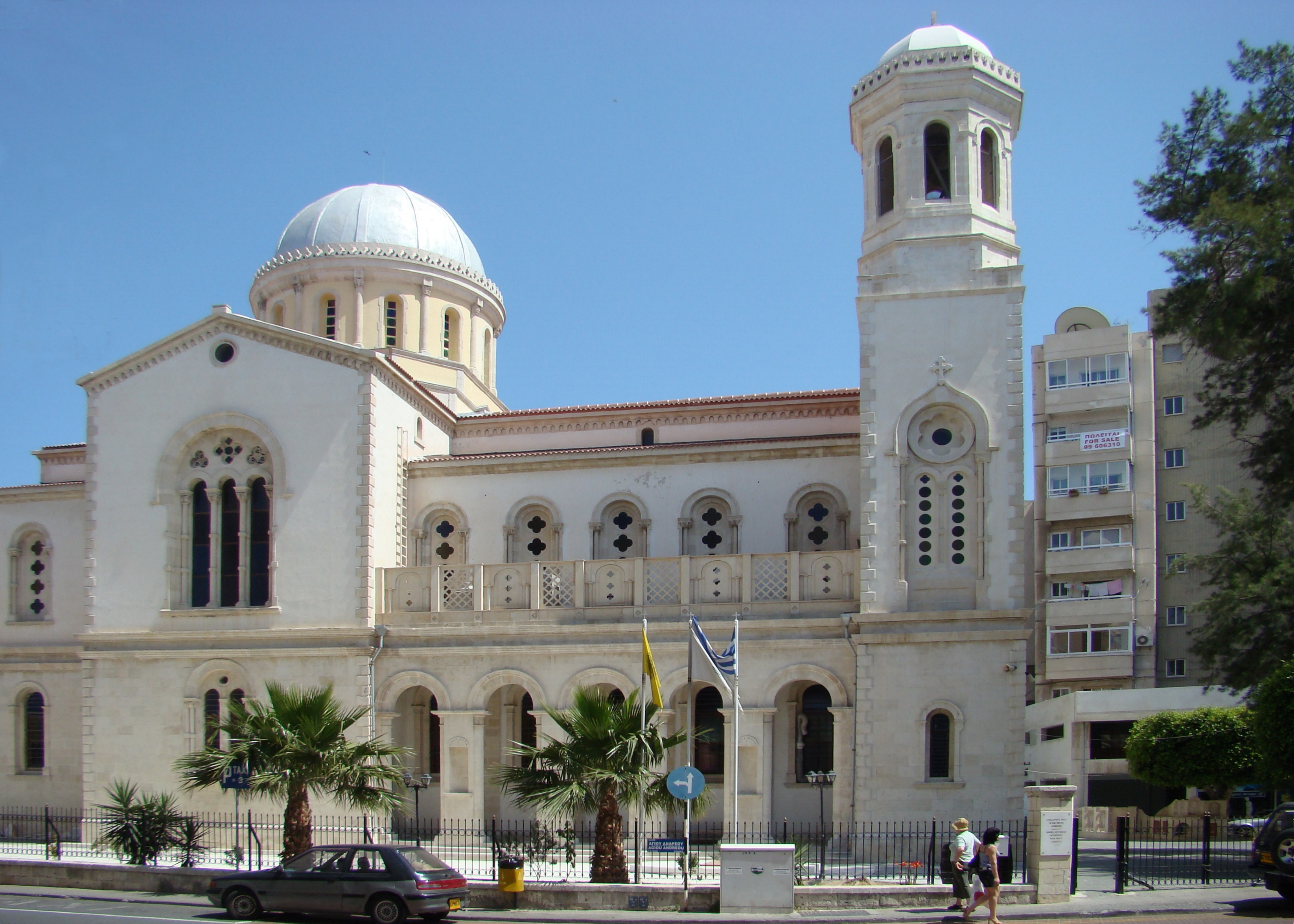
Kathedrale Agia Napa

### Museen
- Archäologisches Museum Limassol
- Kolossi, Hochburg erbaut 1210
- Das Volkskundemuseum zeigt zypriotisches Kunsthandwerk, zypriotische Trachten und Haushaltsgegenstände
- Kastell und Mittelalterliches Museum: Das Kastell von Limassol wurde im 13. Jahrhundert auf Resten einer Befestigungsanlage errichtet. Es diente als Befestigung, Militärhauptquartier und Gefängnis. 1191 heiratete Richard Löwenherz hier Berengaria von Navarra. Ab 1291 war die Stadt im Besitz der Johanniter. Heute befindet sich im Kastell ein Museum, das mittelalterliche Fundstücke ausstellt und chronologisch an das Archäologische Museum anschließt. Die Burg, die teilweise wiederaufgebaut wurde, präsentiert sich heute so, wie sie unter osmanischer Herrschaft war.

### Kirchen
- Panagia Karmiotissa, gotische Klosterkirche aus dem 14. Jahrhundert
- Kathedrale Agia Napa
- St.-Katharinenkirche (Limassol) (1879)

### Tourismus
Limassol ist ein recht stark frequentierter Badeort mit zahlreichen großen Vier-Sterne-Hotels zumeist entlang der Strandpromenade. Weniger stark besuchte Strände finden sich etwas außerhalb auf der Halbinsel Akrotiri bei der britischen Militärbasis Akrotiri.

## Städtepartnerschaften
Limassol listet folgende elf Partnerstädte auf:
| Stadt             | Land                | seit |
| ----------------- | ------------------- | ---- |
| Alexandria        | Ägypten             | 1972 |
| Bergisch Gladbach | Deutschland         | 1991 |
| Haifa             | Israel              | 2000 |
| Ioannina          | Griechenland        | 1984 |
| Iraklio           | Griechenland        | 1989 |
| Marseille         | Frankreich          | 1992 |
| Nanjing           | Volksrepublik China | 1992 |
| Niederkassel      | Deutschland         | 1989 |
| Patras            | Griechenland        | 2001 |
| Rhodos            | Griechenland        | 1970 |
| Thessaloniki      | Griechenland        | 1984 |
| Zakynthos         | Griechenland        | 1998 |

## Wirtschaft

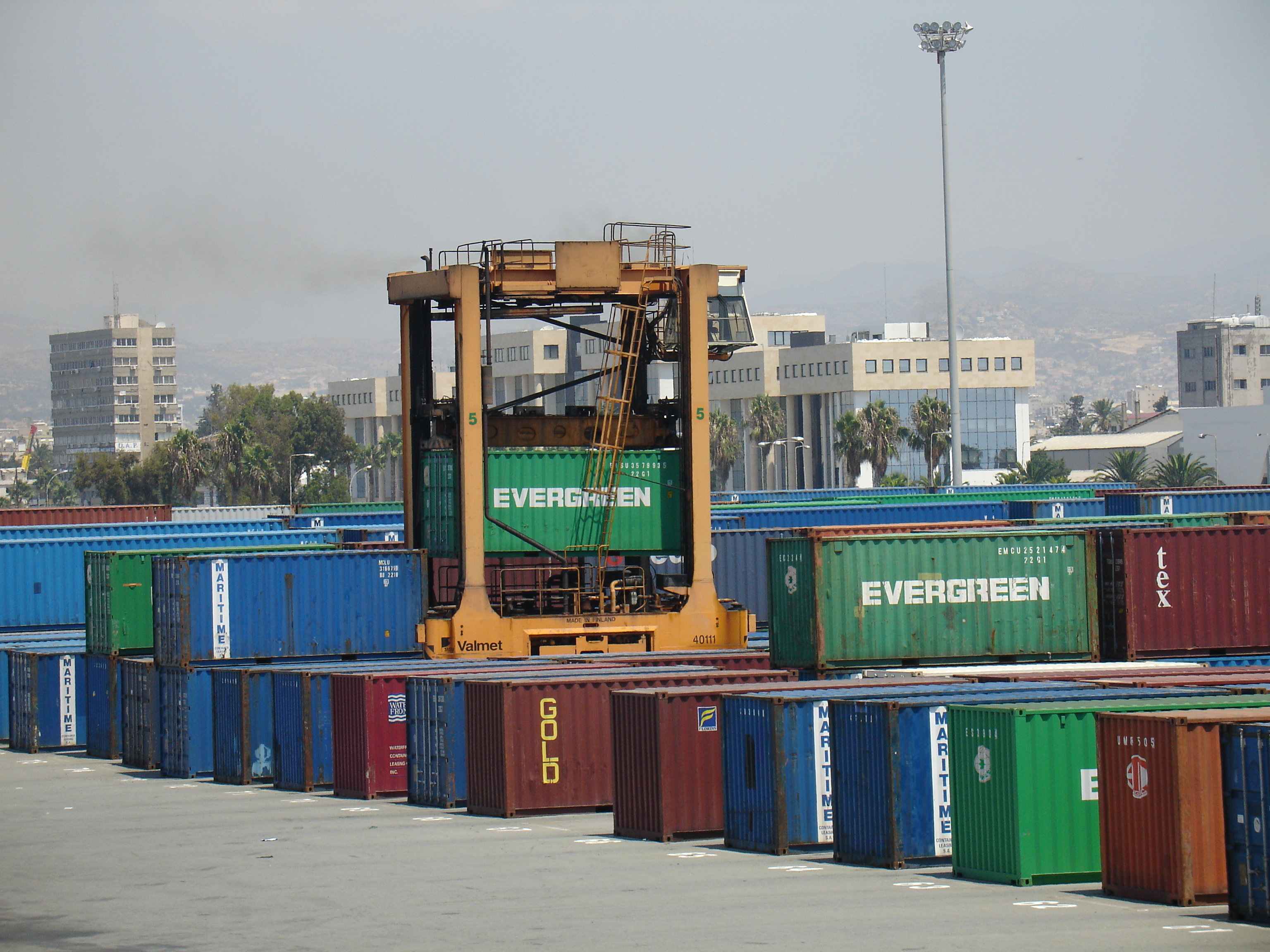
Containerverladung im Hafen

Aufgrund der Lage am Fuß des Troodosgebirges gibt es einige größere Weingüter und Destillerien. In Limassol gibt es 350 Industriebetriebe.
Seit 1974 hat sich der Hafen von Limassol zu einem bedeutenden Handelsplatz für die Schifffahrt entwickelt. Der Hafen wurde ausgebaut, nachdem 1974 durch die türkische Invasion quasi über Nacht die Republik ihren einzigen großen Hafen in Kyrenia verlor. Heute gibt es einen alten und einen neuen Hafen, 60 Reedereien haben ihren Sitz in Limassol. Zypern unterhält die zehntgrößte Handelsflotte.

## Sport

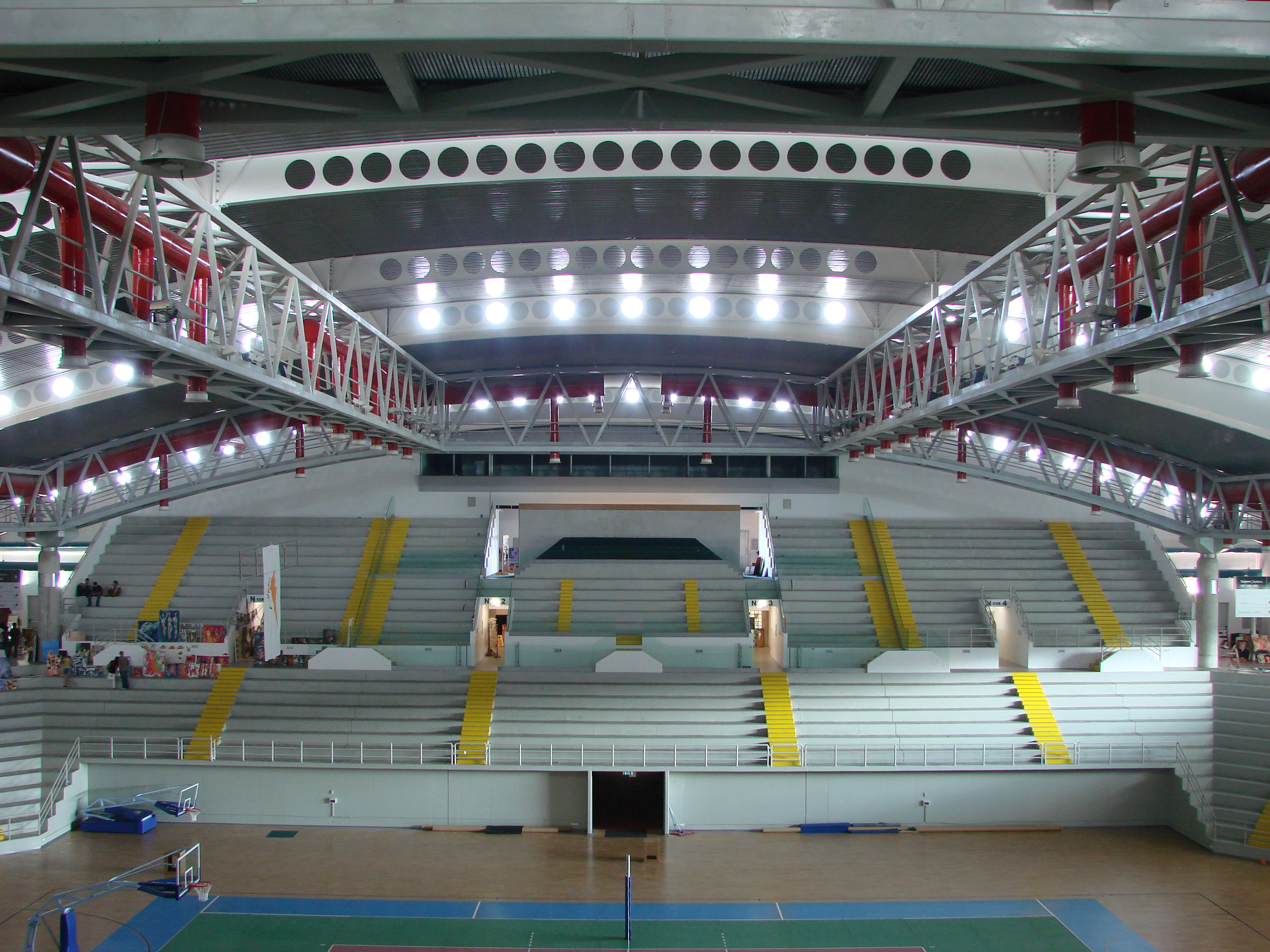
Das Spyros Kiprianou Sports Centre

Apollon Limassol und AEL FC sind die zwei wichtigsten Sportvereine mit Abteilungen für Fußball, Basketball und Volleyball. Aris Limassol ist ein reiner Fußballverein. Ein weiterer Sportverein ist der Rugbyverein Limassol Crusaders. Es gibt auch Vereine für Leichtathletik und Radsport sowie drei Wassersportvereine, die den Germasoyia-Stausee nutzen.
Jährlich wird der Limassol International Marathon GSO abgehalten.

## Medien

### Rundfunksender
Limassol ist Standort eines Mittelwellen-Rundfunkrelais der BBC. Es wird auf 702 kHz und 738 kHz mit 500 kW Sendeleistung gesendet. Eine Besonderheit der Station ist es, dass im Unterschied zu den meisten anderen Mittelwellensendern nicht abgespannte Maste, sondern freistehende Türme, die gegen Erde isoliert sind, verwendet werden.

## Söhne und Töchter der Stadt
- Kalia Antoniou (* 2000), Schwimmerin
- Sofia Asvesta (* 2000), russisch-zyprische Judoka
- Marcos Baghdatis (* 1985), griechisch-zyprischer Tennisspieler
- Michael Cacoyannis (1922–2011), griechisch-zyprischer Filmregisseur
- Irini Charalambidou (* 1964), Politikerin
- Charalampos Charalampous (* 1999), zyprisch-thailändischer Fußballspieler
- Constantinos Christoforou (* 1977), griechisch-zyprischer Sänger
- Cleo Demetriou (* 2001), zyprisch-britische Schauspielerin
- Antonis Georgiou (* 1969), griechisch-zypriotischer Schriftsteller und Jurist
- Marios Georgiou (* 1997), griechisch-zypriotischer Geräteturner
- İsmet Güney (1932–2009), türkisch-zyprischer Künstler und Lehrer, entwarf Wappen und Flagge der Republik Zypern
- Yiğitcan Hekimoğlu (* 1992), türkischer Sprinter
- Styliana Ioannidou (* 2003), Hochspringerin
- Dimitris Ioannou (* 1968), Fußballspieler
- Constantinos Kombos (* 1976), Politiker
- Ioannis Kousoulos (* 1996), Fußballspieler
- Marcos Kyprianou (* 1960), griechisch-zyprischer Politiker und EU-Kommissar
- Spyros Kyprianou (1932–2002), griechisch-zyprischer Politiker und ehemaliger Präsident der Republik Zypern
- Androniki Lada (* 1991), Diskuswerferin
- Domnitsa Lanitou-Kavounidou (1914–2011), griechisch-zyprische Leichtathletin
- Anninos Markoullidis (* 1971), Sprinter
- Elsie Mathiopoulou-Tornaritou (1928–2022), Neogräzistin
- Dinos Michailidis (1937–2020), Politiker
- Grigoris Nikolaou (* 2003), Leichtathlet
- Marios Papadopoulos (* 1954), zypriotisch-britischer Dirigent und Pianist
- Maria Papadopoulou (* 1980), Schwimmerin
- Karolina Pelendritou (* 1986), griechisch-zypriotische Para-Schwimmerin und Olympionikin
- Michail Pervolarakis (* 1996), zypriotisch-griechischer Tennisspieler
- Ioannis Pittas (* 1996), Fußballspieler
- Andria Pourikkou (* 2006), Dreispringerin
- Neoklis Silikiotis (* 1959), griechisch-zyprischer Politiker
- Katerina Stamatiou (* 1960), Juristin und Präsidentin des Anótato Dikastírio Kýprou
- Marios Tokas (1954–2008), griechisch-zypriotischer Komponist und Liedtexter
- Mustafa Akıncı (* 1947), türkisch-zyprischer Politiker und Präsident der Türkischen Republik Nordzypern
- Stelarc (* 1946), Bildender Künstler